# 黛比·布里尔
黛比·布里尔（英語：Debbie Brill，1953年3月10日—），加拿大女子田径运动员。她曾代表加拿大参加1971年、1975年和1979年泛美运动会田径比赛，获得一枚金牌和一枚铜牌。